# 全国希望联盟
全国希望联盟（缩写为UNE）是一個瓜地馬拉政黨，意識形態為民粹主義與社會保守主義。在2003年的立法選舉中，此黨獲得17.9%的選票，並獲得了158席中的32席。並推派阿爾瓦羅·科洛姆競選總統且失利。
阿爾瓦羅·科洛姆於2007年的選舉中再度參選並勝利。